# Taramassus zavattarii
Taramassus zavattarii är en insektsart som först beskrevs av Salfi 1939.  Taramassus zavattarii ingår i släktet Taramassus och familjen gräshoppor. Inga underarter finns listade i Catalogue of Life.